# أورورا (كولورادو)
ثالث أكبر مدن ولاية كولورادو يبلغ عدد سكانها حوالي 297.235نسمة أسست عام 1789م تقع في سهل أورورا غنية بالقمح وفيها مواسم حصاد كثيرة والعديد من المحاصيل.

## التركيبة السكانية
حدّد مكتب تعداد الولايات المتحدة بيانات التركيبة السكانية لأورورا في تعداد الولايات المتحدة. في ما يلي، التركيبة السكانية حسب تعدادي 2000 و2010.

### تعداد عام 2000
بلغ عدد سكان أورورا 276,393 نسمة بحسب تعداد عام 2000، وبلغ عدد الأسر 105,625 أسرة وعدد العائلات 68,866 عائلة مقيمة في المدينة. في حين سجلت الكثافة السكانية 668.2 نسمة لكل كيلومتر مربع (1,730.6/ميل2). وبلغ عدد الوحدات السكنية 109,260 وحدة بمتوسط كثافة قدره 264.2 لكل كيلومتر مربع (684.3/ميل2).
وتوزع التركيب العرقي للمدينة بنسبة 68.86% من البيض و13.42% من الأمريكيين الأفارقة و0.81% من الأمريكيين الأصليين و4.37% من الأمريكيين ذوي الأصول الآسيوية و0.18% من سكان جزر المحيط الهادئ و8.14% من الأعراق الأخرى و4.23% من عرقين مختلطين أو أكثر و19.81% من الهسبانيون أو اللاتينيون من أي عرق.
بلغ عدد الأسر 105,625 أسرة كانت نسبة 38.5% منها لديها أطفال تحت سن الثامنة عشر تعيش معهم، وبلغت نسبة الأزواج القاطنين مع بعضهم البعض 46.9% من أصل المجموع الكلي للأسر، ونسبة 13.1% من الأسر كان لديها معيلات من الإناث دون وجود شريك، بينما كانت نسبة 5.2% من الأسر لديها معيلون من الذكور دون وجود شريكة وكانت نسبة 34.8% من غير العائلات. تألفت نسبة 27.4% من أصل جميع الأسر من عدة أفراد يعيشون في نفس المنزل ونسبة 5.7% كانت تتألف من شخص يعيش بمفرده يبلغ من العمر 65 عاماً أو أكثر. وبلغ متوسط حجم الأسرة المعيشية 2.60، أما متوسط حجم العائلات فبلغ 3.19.
بلغ العمر الوسطي للسكان 31.7 عاماً. وكانت نسبة 27.5% من القاطنين تحت سن الثامنة عشر، وكانت نسبة 10% بين الثامنة عشر والرابعة والعشرين عاماً، ونسبة 34.6% كانت واقعةً في الفئة العمرية ما بين الخامسة والعشرين والرابعة والأربعين عاماً، ونسبة 20.1% كانت ما بين الخامسة والأربعين والرابعة والستين، ونسبة 7.1% كانت ضمن فئة الخامسة والستين عاماً فما فوق. يوجد لكل 100 أنثى 98.2 ذكر، ويوجد لكل 100 أنثى في الثامنة عشر من عمرها فما فوق 95.6 ذكر.
بلغ متوسط دخل الأسرة في المدينة 42,158 دولارًا، أما متوسط دخل العائلة فبلغ 47,093 دولارًا. وكان متوسط دخل الذكور 32,908 دولارًا مقابل 28,842 دولارًا للإناث. وسجل دخل الفرد الخاص بالمدينة 19,364 دولارًا. وكانت نسبة 9% من العائلات ونسبة 11.3% من السكان تحت خط الفقر، وكان من هؤلاء نسبة 16.1% تحت سن الثامنة عشر ونسبة 7.8% في الخامسة والستين من العمر وما فوق.

### تعداد عام 2010
بلغ عدد سكان أورورا 325,078 نسمة بحسب تعداد عام 2010، وبلغ عدد الأسر 121,901 أسرة وعدد العائلات 79,549 عائلة مقيمة في المدينة. في حين سجلت الكثافة السكانية 785.9 نسمة لكل كيلومتر مربع (2,035.5/ميل2). وبلغ عدد الوحدات السكنية 131,040 وحدة بمتوسط كثافة قدره 316.8 لكل كيلومتر مربع (820.5/ميل2).
وتوزع التركيب العرقي للمدينة بنسبة 61.13% من البيض و15.75% من الأمريكيين الأفارقة و0.95% من الأمريكيين الأصليين و4.95% من الأمريكيين ذوي الأصول الآسيوية و0.31% من سكان جزر المحيط الهادئ و11.69% من الأعراق الأخرى و5.22% من عرقين مختلطين أو أكثر و28.69% من الهسبانيون أو اللاتينيون من أي عرق.
بلغ عدد الأسر 121,901 أسرة كانت نسبة 37.3% منها لديها أطفال تحت سن الثامنة عشر تعيش معهم، وبلغت نسبة الأزواج القاطنين مع بعضهم البعض 44.9% من أصل المجموع الكلي للأسر، ونسبة 14.2% من الأسر كان لديها معيلات من الإناث دون وجود شريك، بينما كانت نسبة 6.1% من الأسر لديها معيلون من الذكور دون وجود شريكة وكانت نسبة 34.7% من غير العائلات. تألفت نسبة 27.7% من أصل جميع الأسر من عدة أفراد يعيشون في نفس المنزل ونسبة 6.9% كانت تتألف من شخص يعيش بمفرده يبلغ من العمر 65 عاماً أو أكثر. وبلغ متوسط حجم الأسرة المعيشية 2.65، أما متوسط حجم العائلات فبلغ 3.27.
بلغ العمر الوسطي للسكان 33.2 عاماً. وكانت نسبة 27.3% من القاطنين تحت سن الثامنة عشر، وكانت نسبة 9.3% بين الثامنة عشر والرابعة والعشرين عاماً، ونسبة 30.7% كانت واقعةً في الفئة العمرية ما بين الخامسة والعشرين والرابعة والأربعين عاماً، ونسبة 23.7% كانت ما بين الخامسة والأربعين والرابعة والستين، ونسبة 8.9% كانت ضمن فئة الخامسة والستين عاماً فما فوق. وتوزع التركيب الجنسي للسكان بنسبة 49.2% ذكور و50.8% إناث.

## المناخ
يظهر الجدول التالي التغييرات المناخية على مدار السنة لأورورا:
| البيانات المناخية لـأورورا        | البيانات المناخية لـأورورا | البيانات المناخية لـأورورا | البيانات المناخية لـأورورا | البيانات المناخية لـأورورا | البيانات المناخية لـأورورا | البيانات المناخية لـأورورا | البيانات المناخية لـأورورا | البيانات المناخية لـأورورا | البيانات المناخية لـأورورا | البيانات المناخية لـأورورا | البيانات المناخية لـأورورا | البيانات المناخية لـأورورا | البيانات المناخية لـأورورا |
| الشهر                             | يناير                      | فبراير                     | مارس                       | أبريل                      | مايو                       | يونيو                      | يوليو                      | أغسطس                      | سبتمبر                     | أكتوبر                     | نوفمبر                     | ديسمبر                     | المعدل السنوي              |
| --------------------------------- | -------------------------- | -------------------------- | -------------------------- | -------------------------- | -------------------------- | -------------------------- | -------------------------- | -------------------------- | -------------------------- | -------------------------- | -------------------------- | -------------------------- | -------------------------- |
| الدرجة القصوى °ف (°م)             | 76 (24)                    | 75 (24)                    | 83 (28)                    | 89 (32)                    | 97 (36)                    | 105 (41)                   | 108 (42)                   | 104 (40)                   | 100 (38)                   | 96 (36)                    | 81 (27)                    | 73 (23)                    | 108 (42)                   |
| متوسط درجة الحرارة الكبرى °ف (°م) | 45 (7)                     | 47 (8)                     | 55 (13)                    | 62 (17)                    | 71 (22)                    | 82 (28)                    | 89 (32)                    | 86 (30)                    | 78 (26)                    | 67 (19)                    | 53 (12)                    | 43 (6)                     | 65 (18)                    |
| متوسط درجة الحرارة الصغرى °ف (°م) | 18 (−8)                    | 20 (−7)                    | 26 (−3)                    | 33 (1)                     | 42 (6)                     | 51 (11)                    | 57 (14)                    | 55 (13)                    | 47 (8)                     | 35 (2)                     | 26 (−3)                    | 17 (−8)                    | 36 (2)                     |
| أدنى درجة حرارة °ف (°م)           | −32 (−36)                  | −24 (−31)                  | −14 (−26)                  | −7 (−22)                   | 17 (−8)                    | 30 (−1)                    | 41 (5)                     | 36 (2)                     | 15 (−9)                    | −2 (−19)                   | −14 (−26)                  | −27 (−33)                  | −32 (−36)                  |
| الهطول إنش (مم)                   | 0.49 (12)                  | 0.47 (12)                  | 1.50 (38)                  | 2.08 (53)                  | 2.85 (72)                  | 2.00 (51)                  | 2.46 (62)                  | 2.05 (52)                  | 1.44 (37)                  | 1.03 (26)                  | 1.18 (30)                  | 0.65 (17)                  | 18.20 (462)                |
| المصدر: Weather.com               |                            |                            |                            |                            |                            |                            |                            |                            |                            |                            |                            |                            |                            |

## توأمة
لأورورا (كولورادو) اتفاقيات توأمة مع كل من:
- سونغنام
- جلونا غورا

## أعلام
- جون كيري
- زاكري تي برايان
- بول جي. تريمبلي
- فرانك بولمان
- آن غورساتش بورفورد
- جون فنسنت
- إدي جيل
- جان بيرغر
- باول ستيوارت
- براندون كوين